# Łosice (gromada)
Łosice – dawna gromada, czyli najmniejsza jednostka podziału terytorialnego Polskiej Rzeczypospolitej Ludowej w latach 1954–1972.
Gromady, z gromadzkimi radami narodowymi (GRN) jako organami władzy najniższego stopnia na wsi, funkcjonowały od reformy reorganizującej administrację wiejską przeprowadzonej jesienią 1954 do momentu ich zniesienia z dniem 1 stycznia 1973, tym samym wypierając organizację gminną w latach 1954–1972.
Gromadę Łosice z siedzibą GRN w mieście Łosice (nie wchodzącym w jej skład) utworzono 1 stycznia 1969 w powiecie łosickim w woj. warszawskim z obszaru zniesionych gromad Chotycze, Hadynów (bez wsi Bolesty, Hadynów, Pietrusy, Radlnia i Szawły) i Zakrze (bez wsi Dzięcioły, Lipiny, Niemojki, Nowosielc i Patków) w tymże powiecie; równocześnie z nowo utworzonej gromady Łosice wyłączono wieś Wyczółki, włączając ją do gromady Olszanka w tamże.
Gromada przetrwała do końca 1972 roku, czyli do kolejnej reformy gminnej. 1 stycznia 1973 w powiecie łosickim utworzono gminę Łosice.